# Paraliochthonius canariensis
Espèce
Paraliochthonius canariensis est une espèce de pseudoscorpions de la famille des Chthoniidae.

## Distribution
Cette espèce est endémique de Lanzarote aux îles Canaries en Espagne. Elle se rencontre vers Arrieta.

## Étymologie
Son nom d'espèce, composé de canari[e] et du suffixe latin -ensis, « qui vit dans, qui habite », lui a été donné en référence au lieu de sa découverte, les îles Canaries.

## Publication originale
- Vachon, 1961 : Remarques sur les Pseudoscorpions de Madère, des Açores et les Canaries (première note). Bulletin du Muséum National d’Histoire Naturelle, sér. 2, vol. 33, p. 98–104.